# Katerina Nikoloska
Katerina Nikoloska (* 30. Dezember 1990 in Prilep) ist eine nordmazedonische Judoka, welche  im Halbmittelgewicht an den Start geht. Sie nahm für Mazedonien 2015 an den Europaspielen und 2016 an den Olympischen Sommerspielen teil. 

## Kategorie
Sie nahm an den Europaspielen 2015 in Baku teil und damit auch an den Judo-Europameisterschaften 2015. In der Runde der letzten 32. Teilnehmer im Halbmittelgewicht traf sie auf Khanim Huseynova aus Aserbaidschan und musste sich ihr geschlagen geben. Ein Jahr später wurde sie vom Macedonian Olympic Committee für die Olympischen Sommerspiele 2016 in Rio de Janeiro nominiert und traf im Halbmittelgewicht in der ersten Runde auf die Türkin Büşra Katipoğlu traf. Nach einer Niederlage gegen die Türkin schied sie aus den olympischen Wettbewerb aus.